# Flight Guard
Flight Guard es un sistema de la empresa israelí Elta System Ltd para vehículos aéreos, diseñados para proteger aeronaves civiles ante los pujantes sistemas portátiles de defensa aérea que tanto están desarrollándose en los últimos años y con los que podrían ser atacados.

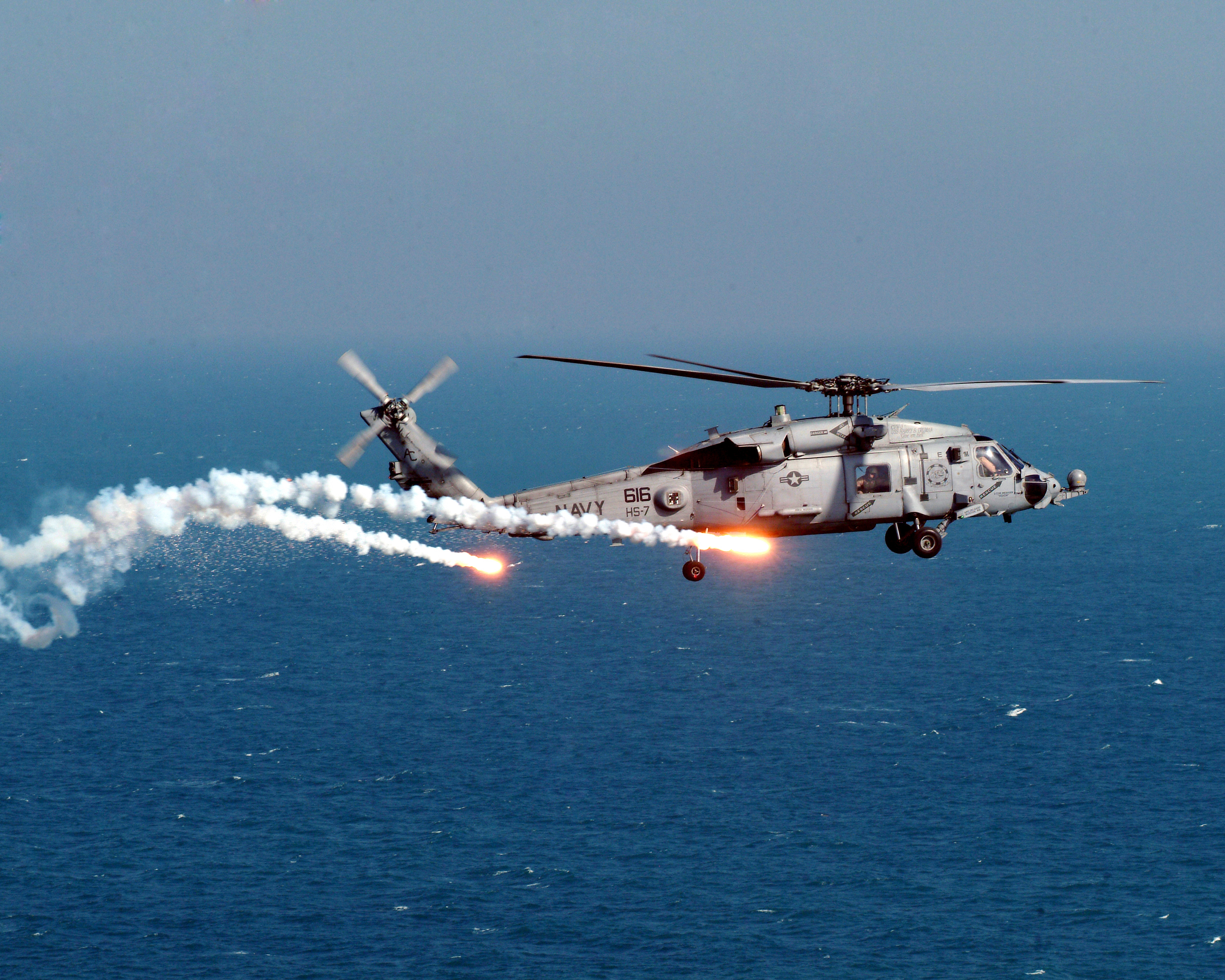
Un helicóptero HH-60H SeaHawk de la US Navy lanzando una ráfaga de bengalas como contramedida de defensa aérea.

## Descripción
El Flight Guard de Elta es un sistema de detección y elusión de misiles, el cual estaba ya instalado en más de 200 aviones y helicópteros militares a principios de la década de 2020, así como en varios aviones comerciales VIP. También se ha instalado en aviones de las aerolíneas El Al,  de Arkia e Israir que vuelan sobrepasando zonas de alto riesgo.
En septiembre del año 2003, un año después de que se intentara derribar un Boeing 757 de Arkia Israel Airlines en Mombasa, Kenia, el Ministerio de Transporte israelí se propuso desarrollar un sistema de protección para aviones civiles y seleccionó a Elta Systems para realizar pruebas avanzadas de vuelo. Parte de la financiación se utilizó para obtener la certificación del sistema por parte de la Autoridad de Aviación Civil de Israel (CAA).
El sistema elegido comprendía un sistema de alerta de aproximación de misiles (MAWS) basado en detección por radar y un sistema de contramedidas. Se eligió este sistema porque está diseñado específicamente para defender aviones que vuelan a baja altura contra MANPAD como los utilizados en el ataque de Kenia. El sistema automatizado utiliza un radar Doppler para detectar los misiles, antes de disparar bengalas como señuelos contra los misiles con guía infrarroja, lo cual hace fallar el sistema de apuntado del misil. Se planeó que las bengalas utilizadas fueran invisibles a simple vista.

## Controversia
El sistema ha resultado controvertido, ya que tanto Suiza como la FAA[cita requerida] de los EE. UU., han puesto sobre la mesa preocupaciones sobre la seguridad contra el riesgo de incendio. Los suizos declararon que cualquier avión con este sistema instalado no podrá despegar desde sus aeropuertos, a pesar de que se descubrió en 2006 un complot para derribar un avión de la aerolínea El Al en ese país;  Otros países europeos han indicado que podrían tomar la misma decisión.

## Desarrollo futuro
Aunque Flight Guard fue aprobado por la CAA israelí y las autoridades aéreas de otros países, las autoridades de Israel decidieron comprar un sistema de interferencia basado en láser llamado Sistema Antimisiles C-MUSIC, que comenzó a desarrollarse en 2008, y que no utiliza bengalas sino un disparo láser.